# Trewoon
Trewoon är en by i Cornwall distrikt i Cornwall grevskap i England. Byn är belägen 17,9 km 
från Truro. Orten har 1 266 invånare (2015). Byn nämndes i Domedagsboken (Domesday Book) år 1086, och kallades då Tregoin.